# Neurocibernética
En las ciencias físicas, neuro cibernética es el estudio de los sistemas de comunicación y control automático en mutua relación a las máquinas y los organismos vivos. Los fundamentos matemáticos son teoría de control, sistemas complejos, y la aplicación de la teoría del campo medio en redes neuronales y teoría de campo neural. Neurocibernética es una sub-disciplina de biocibernética.

## Etimología
Neuro cibernética es una palabra compuesta de "neuro", - la manera fundamental biológica para transmitir información dentro de un organismo especialmente por medio de células diferenciadas (las neuronas), y cibernética - la ciencia de comunicación y los sistemas de control automático en relación con las máquinas y seres vivos.
Neuro/bio cibernética puede ser entendida fundamentalmente como la culminación de las dos grandes ciencias, la neurología y la cibernética. Como la complejidad de la neurología en general está todavía en una etapa muy temprana para lograr una abstracción en una teoría generalizable, mientras que por el contrario, los sistemas cibernéticos más complejos no se acercan a los sistemas biológicos más simples, incluso de las especies más primitivas (por ejemplo, protozoos), neuro/bio cibernética está en una fase inicial con bastante investigación básica en curso, y casi ninguna aplicación comercial.
En términos generales, es la ciencia que abarca la integración de máquinas en un organismo vivo a través de una interfaz neuronal (alias neuroenlace o interfaz neural). El mejor ejemplo de neurocibernética aplicada es la aplicación de neuroprótesis, y que se encuentra todavía en una fase muy temprana.

## Introducción
La capacidad de los ordenadores para procesar enormes cantidades de información y la interacción entre ordenadores con una latencia muy baja es cada vez mayor. Esfuerzos en el desarrollo de tecnologías de interfaz hombre-computadora ha dado lugar a dispositivos tales como guantes de realidad virtual, diversos aparatos de seguimiento de movimiento, así como sistemas de sonido y gráficos basados en 3-D. Estos dispositivos son capaces de aumentar nuestra capacidad de interacción, junto con nuevos enfoques para el diseño-interfaz-usuario, con grandes cantidades de información en forma natural como sea posible.
El paradigma emergente de la interacción hombre-máquina implica directamente sensores de señales bio-eléctricas (de ojo, el músculo, el cerebro o cualquier otro de origen nervioso), como la entrada y reproducción de información de manera que se aprovechan del procesamiento de señal psico-fisiológicas del sistema nervioso humano (percepción psicofísica).
Después, el siguiente paso es optimizar la tecnología a la fisiología, que es una interfaz interactiva biológicamente sensible.

## La investigación
El objetivo final de investigación en NC es la aplicación tecnológica de los principios mayores de procesamiento de información en organismos biológicos en la exploración de los mecanismos neurales y neuronales de las funciones del cerebro. Para desentrañar los principios del diseño biológico, el análisis asistido por computador de la estructura neural y la transmisión de señales, basados en teorías modernas de información e ingeniería, son los métodos empleados.
Una rama derivada de neurocibernética es el campo de Neurodinámica, además nombrado Teoría de Campo Neural, el cual utiliza ecuaciones diferenciales para describir patrones de actividad en grupos neuronales mayores. La investigación de neurodinámica comprende la actividad interdisciplinaria de las áreas de estadística y Fíisica No Linear y neurobiología sensorial. En el lado phísico, tópicos de interés incluyen medición de información, osciladores, resonanciaestocástica, órbitas de periodo inestable, y patrones de formación en Ensamble de agentes.

## Implementaciones prácticas
Aplicaciones prácticas, una vez que la ciencia haya progresado las aplicaciones serán muchas, pero una en especial podría ser la de 
neuroprótesis, que se integrarán perfectamente en el organismo humano, mediante la replicación de todos los niveles de información sensorial desde y hacia el órgano sustituto. Las exigencias de tal convertidor serán la de preprocesar tal información y traladarla vía un puente sináptico en información bien adaptada a las necesidades del sistema nervioso del organismo del individuo.
Algunas prácticas de investigación se vienen llevando a cabo. Por ejemplo, en 2002, en un arreglo que contenía 100 electrodos, de los cuales 25 se podían acceder en cualquier momento, se disparó en el nervio de las fibras del científico Kevin Warwick. Las señales neurales obtenidas a través del implante aportaron información suficiente para que un brazo-robot desarrollado por un colega de Warwick, Peter Kyberd, fuera capaz de imitar las acciones del brazo de Warwick y proporcionar una forma de retroalimentación sensorial de sensores en la punta de los dedos de la mano.

## Literatura
- Rashevsky, N. (1938) Mathematical Biophysics. Chicago: University of Chicago Press.
- Wiener, N. (1948) Cybernetics or Control and Communication in the Animal and the Machine.
- Beurle, R.L. (1956) Properties of a Mass of Cells Capable of Regenerating Pulses. Philosophical Transactions of the Royal Society of London B 240, 55-94.
- Wilson&Cowan (1973) A Mathematical Theory of the Functional Dynamics of Cortical and Thalamic Nervous Tissue. Kyberkinetik: 13, 55-80.
- Amari (1977) Dynamics of Pattern Formation in Lateral-Inhibition Type Neural Fields. Biological Cyberkinetics: 27, 77-87.